# Barradas de Oliveira
Manuel Gomes Barradas de Oliveira (1912–1984) foi um jornalista e escritor ligado aos órgãos de propaganda do regime do Estado Novo. Fundador da ANI, foi diretor do jornal Diário da Manhã, órgão oficioso da União Nacional em Lisboa.

## Biografia
Barradas de Oliveira foi um dos principais propagandistas do corporativismo e dos ideais «ordeiros» do Estado Novo. Em conjunto com Dutra Faria e Manuel Marques Gastão, foi um dos fundadores da Agência de Notícias e de Informações, uma agência noticiosa que foi instrumental na política de comunicação social do Estado Novo, especialmente no período da Guerra Colonial.
Dutra Faria e Barradas de Oliveira eram comentaristas habituais da televisão, sendo frequente a sua presença na RTP. O jornal dirigido por Barradas de Oliveira era o principal porta-voz das posições da União Nacional.

## Obras publicadas
Para além da sua colaboração em periódicos, é autor das seguintes monografias:
- Alexandre Herculano: retrato político. Lisboa: Templo, 1978
- A pedra que foi rejeitada. Lisboa: ALEF, 1972
- O Ministro do Ultramar nas Províncias do Oriente: algumas notas sobre a viagem. Lisboa: Sociedade Astória, 1953
- Quando os cravos murcham. Meio milhão de mortos. Lisboa: Fernando Pereira, [D.L. 1982]
- Roteiro do Oriente: na viagem do Ministro do Ultramar, Comandante Sarmento Rodrigues, às províncias portuguesas da Índia, Timor e Macau, no ano de 1952. Lisboa: Agência Geral do Ultramar, 1953
- A vergonhosa descolonização. Lisboa: Edições Fernando Pereira, 1984
- Viriato. Lisboa: [s.n.], 1964